# Compte satellite
Un compte satellite est un cadre de présentation des données de l'économie d'un domaine particulier en relation avec l'analyse économique globale du cadre central de la comptabilité nationale. L'éducation, la santé, la protection sociale, l'environnement, le logement, les transports, en sont des exemples.
Les comptes satellites décrivent ainsi la plupart des grands domaines de la vie économique et sociale. L'approche fonctionnelle est primordiale alors que le cadre central se réfère aux secteurs institutionnels et aux branches. Ces comptes sont marqués par une forte intervention des pouvoirs publics sous forme de dépenses directes ou de transferts. Ils doivent répondre à un ensemble précis de questions : choix des activités spécifiques (produits caractéristiques et biens et services connexes), dépense du domaine, financement, bénéficiaires...[réf. nécessaire] Cependant, l'analyse des bénéficiaires, qui devait être un de leurs objectifs importants, est restée modeste parce qu'il n'est pas toujours facile d'identifier le bénéficiaire d'une dépense.
Par la suite, le système européen de comptabilité (SEC 2010) a insisté sur le fait que les comptes satellites peuvent répondre à des besoins en données spécifiques en fournissant davantage de détails, en réorganisant les concepts à partir du cadre central de la comptabilité nationale, ou en donnant des informations supplémentaires, par exemple sur des flux et des stocks non monétaires comme dans l'environnement, notamment des données physiques. On peut faire ainsi un compte de la production des ménages, des institutions sans but lucratif ou des associations, de la productivité et de la croissance, du secteur informel, de l’emploi, etc.
Ils peuvent s’écarter des concepts utilisés dans le cadre central. Le bénévolat peut par exemple être inclus dans les comptes satellites de l’éducation et de la santé. Les services de transport auxiliaires peuvent être indiqués séparément dans un compte satellite des transports. Les dépenses des administrations pour la route peuvent être individualisées et non collectives, tandis que ceux qui financent en dernier ressort cette dépense peuvent être les usagers de la route à travers les taxes sur les carburants, et non les administrations, comme dans le cadre central. Dans de tels cas, le système de comptes satellites comprend également un tableau présentant les liens entre leurs principaux agrégats et ceux du cadre central. Les problèmes de mesure sont plus délicats à résoudre, telle la différence entre l'investissement des ménages en logements dans le compte satellite et le cadre central.
Certains[Qui ?] pensent que c'est la nature même des comptes satellites que de mettre en évidence des différences avec le cadre central, celui-ci s'avérant parfois insuffisant pour l'étude de domaines particuliers. D'autres[Qui ?] estiment que ces différences ne devraient pas exister et souhaitent mieux articuler les comptes satellites au cadre central notamment pour situer un domaine dans l'ensemble de l'économie, ou bien par rapport à un autre domaine, et faire des comparaisons internationales. Le progrès peut venir alors de cette dualité entre les besoins d'informations plus spécifiques et le besoin d'une certaine cohérence dans les méthodes des comptes satellites.